# HTTP 404

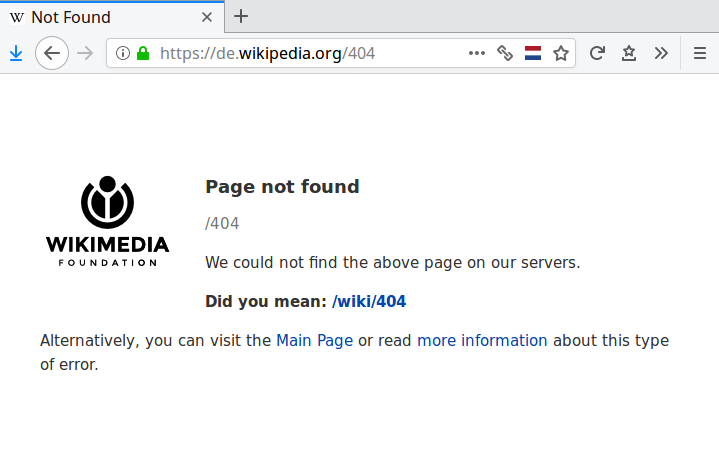
Página de erro 404 exibida na Wikipédia

O erro 404 é um código de resposta HTTP que indica que o cliente pôde comunicar com o servidor, mas o servidor não pôde encontrar o que foi pedido, ou foi configurado para não cumprir o pedido e não revelar a razão, a página não existe mais ou a URL foi inserida incorretamente. Eles não devem ser confundidos com outros erros nos quais uma conexão para o servidor de destino não pôde ser feita.

## Avaliação
Durante uma comunicação via HTTP, é solicitado a um servidor responder a uma requisição, como a de um navegador para um documento de HTML, com um código de resposta numérico e uma mensagem opcional, mandatória, ou proibitória (baseada no código de status). No código 404, o primeiro "4" indica um "erro de cliente" (ou seja, de quem solicitou a página ao servidor), como uma URL mal digitada. Os dois dígitos seguintes indicam o erro específico ("Não Encontrado"). O uso de códigos de http de três dígitos é semelhante ao uso de tais códigos em protocolos anteriores, como FTP e NNTP.
Um erro 404 é mostrado frequentemente quando páginas foram movidas ou apagadas. No primeiro caso, uma resposta melhor seria exibir a mensagem de erro 301 (Movido Permanentemente), que pode ser configurada na maioria dos arquivos de configuração de servidor, ou reescrevendo a URL; no segundo caso, a mensagem 410 (Perdido) poderia ser exibida. Por estas duas opções requererem configuração especial de servidor, a maioria dos site da Web não faz uso delas. Ou seja, não permitindo o acesso do cliente.

## Páginas 404 personalizadas
Servidores da web podem ser configurados para mostrarem páginas de erro personalizadas, incluindo uma descrição mais natural, a marca de um site, ou um formulário de busca. Muitas vezes os sites usam imagens bem-humoradas para aliviar a "decepção" de não encontrar a página procurada. O microblog Twitter, por exemplo, usa a imagem de uma baleia sendo carregada por pássaros.
O Internet Explorer (antes da versão 7) não exibia páginas personalizadas a menos que elas sejam maiores que 512 bytes, optando, em vez disso, por exibir uma página de erro "amigável" . O Google Chrome inclui funcionalidade similar, substituindo a mensagem 404 por sugestões alternativas geradas por algoritmos do Google, se a página tiver menos de 512 bytes.

## Falsa etimologia
Circula na internet uma lenda urbana curiosa sobre a origem da expressão. Sua origem remontaria aos escritórios do CERN - Laboratório Europeu de Partículas Físicas -, com sede em Genebra, na Suíça. Nos primórdios da Web, por volta de 1980, no quarto andar do CERN, na sala 404, teria sido montado um banco de dados, controlado por três peritos em computação.
De acordo com a lenda, eles gerenciavam manualmente os pedidos de arquivos e os transferiam para os requisitantes. Quando aconteciam erros, eles alertavam: “Room 404 - File Not Found”. Mais tarde, a expressão teria sido incorporada ao mundo online pelo físico inglês Tim Berners-Lee, o criador da Web.